# Mouvement social allemand
 (juin 2024).
La mise en forme du texte ne suit pas les recommandations de Wikipédia : il faut le « wikifier ».
Les points d'amélioration suivants sont les cas les plus fréquents. Le détail des points à revoir est peut-être précisé sur la page de discussion.
- Les titres sont pré-formatés par le logiciel. Ils ne sont ni en capitales, ni en gras.
- Le texte ne doit pas être écrit en capitales (les noms de famille non plus), ni en gras, ni en italique, ni en « petit »…
- Le gras n'est utilisé que pour surligner le titre de l'article dans l'introduction, une seule fois.
- L'italique est rarement utilisé : mots en langue étrangère, titres d'œuvres, noms de bateaux, etc.
- Les citations ne sont pas en italique mais en corps de texte normal. Elles sont entourées par des guillemets français : « et ».
- Les listes à puces sont à éviter, des paragraphes rédigés étant largement préférés. Les tableaux sont à réserver à la présentation de données structurées (résultats, etc.).
- Les appels de note de bas de page (petits chiffres en exposant, introduits par l'outil «  Source ») sont à placer entre la fin de phrase et le point final[comme ça].
- Les liens internes (vers d'autres articles de Wikipédia) sont à choisir avec parcimonie. Créez des liens vers des articles approfondissant le sujet. Les termes génériques sans rapport avec le sujet sont à éviter, ainsi que les répétitions de liens vers un même terme.
- Les liens externes sont à placer uniquement dans une section « Liens externes », à la fin de l'article. Ces liens sont à choisir avec parcimonie suivant les règles définies. Si un lien sert de source à l'article, son insertion dans le texte est à faire par les notes de bas de page.
- La présentation des références doit suivre les conventions bibliographiques. Il est recommandé d'utiliser les modèles {{Ouvrage}}, {{Chapitre}}, {{Article}}, {{Lien web}} et/ou {{Bibliographie}}. Le mode d'édition visuel peut mettre en forme automatiquement les références.
- Insérer une infobox (cadre d'informations à droite) n'est pas obligatoire pour parachever la mise en page.

Pour une aide détaillée, merci de consulter Aide:Wikification.
Si vous pensez que ces points ont été résolus, vous pouvez retirer ce bandeau et améliorer la mise en forme d'un autre article.
Le Mouvement social allemand, abrégé MSA, fut un groupe fasciste et nationaliste durant la République fédérale d'Allemagne. Il était basé à Wiesbaden et exista de 1951 jusqu'aux années 1970. Le fondateur et président en fut Karl-Heinz Priester.

## Histoire

### Antérieurement
Entre le 22 et le 25 octobre 1950, le « Fronte Universitario di Azione Nazionale » (Front universitaire d'action nationale, FUAN), la branche étudiante du Movimento Sociale Italiano (Mouvement social italien, MSI) néo-fasciste, organisa à Rome un « Congrès de la jeunesse nationale d'Europe ».
Là, Karl-Heinz Priester y rencontra divers membres d'organisations fascistes européennes, dont Per Engdahl, qui dirigeait le Nouveau mouvement suédois en Suède. La mise en réseau a été initiée lors du congrès et le Mouvement social européen (MSE) a été fondé lors d'un congrès de suivi du 12 au 14 mai 1951 à Malmö dans le but de « l'unité européenne blanche ». Dirigé par Engdahl, le conseil d'administration du MSE comprenait le Français Maurice Bardèche, Augusto de Marsanich du MSI et de Priester. Ce dernier fit office de « porte-parole allemand » du MSE.

### Histoire et objectifs
Le Mouvement social allemand fut fondé le 29 mars 1951 à Francfort-sur-le-Main en tant que section allemande du MSE. Ses membres étaient principalement originaires de Hesse et de Basse-Saxe mais on trouvait également des groupes locaux à Darmstadt et Cologne. Politiquement, le MSE et le MSA se basaient sur un programme en 10 points élaboré lors des diverses conférences, qui prévoyait par exemple l’abolition de la démocratie et son remplacement par une « société corporatiste ».
La tâche des « nations » était alors celle de la défense de la « culture occidentale » européenne contre le « danger communiste ». L’objectif était de construire un « empire européen composé de nations égales et indépendantes ».
De 1951 à 1957, le DSB a publié la publication « Die Europäische Nationale » (Le National européen). Après une interruption en 1958, elle paraît à partir de 1959 sous le titre « La voie vers l'avant » (Der Weg nach vorn). Le magazine Nation und Europa, co-fondé et édité par Priest, était initialement prévu comme un organe du MSA mais fut écarté pour choisir le premier.
Dès l'automne 1952, le MSA entame des négociations en vue d'une fusion avec la Communauté allemande (DG), fondée par August Haußleiter. À l'hiver 1952, le DSB rejoint la DG. À l'interdiction de la DG en Basse-Saxe, le DSB ne fut pas  affecté en raison de son statut et put continuer à se développer.
À partir de mars 1953, le MSA participa activement aux discussions sur une « Union nationale ». Celles-ci aboutissent à l'adhésion du MSA à l'alliance électorale Rassemblement des unions nationales (Dachverband der Nationalen Sammlung, DNS), dans lequel, outre le MSA, la DG, le Bloc allemand et de nombreux petits groupes étaient représentés. Le MSA constitue ensuite une liste le 19 juillet pour les élections fédérales de 1953. Le MSA se retire cependant du DNS avant les élections fédérales et se déclare officiellement non-partisan.
Par l’intermédiaire de Priest, le MSA entretint d’excellentes relations avec Francisco Franco et soutenait les aspirations arabes à l’indépendance. Selon Kurt P. Tauber, Priest et son MSA entretenaient des relations étroites avec les autorités égyptiennes ; Priest lui-même était considéré comme le représentant européen de la Ligue arabe.
En vue des élections fédérales de 1961, Priest initie une nouvelle association de tous les partis de droite représentés en République fédérale sous le slogan « Union des fidèles du Reich » (Sammlung der Reichstreuen). Le projet était de fonder à la Pentecôte 1960 une « communauté d’urgence d’associations fidèles au Reich ». Au milieu des préparatifs, Priest décède d'un accident vasculaire cérébral en avril 1960.
Selon Hans Frederik, les prêtres et ses MSA étaient contrôlés et soutenus par les États-Unis, Priest ayant lui-même travaillé temporairement pour la CIA.
Avec la mort de Priest en avril 1960, le MSA tomba dans une totale insignifiance. Après deux ans d'inactivité, il fut repris à partir d'avril 1962 par Hermann Schimmel de Cologne, qui publia le bulletin d'information « Der Weg nach vorn » (La Voie vers l'avant) jusque dans les années 1970,. En 1969, le MSA de Schimmel comptait moins de 100 membres. Jamais officiellement dissout, il a cependant été mentionné pour la dernière fois dans un « Dossier Néonazisme » publié en 1977 en tant qu'une petite section allemande du MSE, qui soutiendrait désormais l'Union populaire allemande.

## Littérature
- Hans Frederik (éd.) : NPD – danger à droite ? , Archives politiques Verlag Munich-Inning 1966
- Stoess, Richard ; Du nationalisme à la protection de l’environnement ; Opladen 1980